# El Niño Bonela
Juan Sánchez Trujillo (Casarabonela, Málaga, 18 de marzo de 1932), conocido como el Niño Bonela, es un músico y cantaor español.

## Biografía

### Infancia y juventud
De origen humilde, tuvo que vivir su infancia con la ausencia de sus padres. Su madre fue encarcelada durante 5 años por el régimen franquista por supuestas relaciones con el  republicanismo, y su padre murió en la construcción cuando Juan apenas tenía 7 años, antes de que su madre saliera de la cárcel, dejándole a él y a sus 6 hermanos (Isabel, Catalina, Juana, María, José y Miguel) huérfanos. Esto hizo que comenzara a trabajar en el campo cuidando animales aún siendo niño.
En este contexto entra por primera vez en contacto con el cante, pues era común la costumbre de cuidar a los animales cantando cantes de trilla. Con 13 años deja los animales para dedicarse a la labranza, llevando así sus cantes a donde viajara. Trabaja más tarde en Miranda de Ebro en las minas junto a su hermano Miguel.

### Debut profesional
Su vocación por el cante le hace presentarse a diversos concursos, siendo uno de los primeros que gana, uno de saetas en Radio Nacional de España delante de Lola Flores, el cual gana. Llega a ganar numerosos premios de saetas y flamenco, alternándolos con espectáculos en ventas. Junto a Antonio de Canillas, Pepe de la Isla y varios famosos cantaores malagueños, graba el disco "Misa por cantes de Málaga". Actuó en teatro con Paquita Rico y Antonio Banderas, entre otros.

### Madurez
Acaba asentándose en el barrio malagueño de Ciudad Jardín tras contraer matrimonio con Francisca Bandera, natural también de Casarabonela, con la que tuvo 5 hijos: Margarita, Juan José, Alberto, Eduardo (presentador de televisión) y Francisco, el cual se dedica al cante flamenco en la actualidad, bajo el seudónimo de "Bonela Hijo", en referencia a su padre.
Llega a perder la vista durante un tiempo por desprendimiento de retina, lo que le obliga a ser operado en Barcelona, aunque sus problemas de visión persistirían. Esto no evitaría que siguiese desarrollando su carrera profesional, participando en  espectáculos y ferias como la de Málaga. Además son numerosas sus saetas realizadas desde balcones en la Semana Santa de Málaga.

## Relación con su pueblo natal
Siempre ha tenido una relación estrecha de afecto y cariño con Casarabonela, ya que lleva a dicho municipio malagueño en su nombre artístico: Niño Bonela. Tanto es así, que el Ayuntamiento nombró la calle donde nació con su nombre, junto a una placa conmemorativa: 36°47′09″N 4°50′35″O / 36.7857626, -4.8429252
En 2005 hizo el pregón de la feria del pueblo, y años más tarde también lo realizarían sus hijos Eduardo y Francisco. También recibió allí un homenaje en 2016 por parte de la Asociación Cultural Atalaya.

## Discografía
- El canario más sonoro
- Por la ruta del cante
- Misa por cantes de Málaga